# Iulia Albu
Iulia Vochița; n. 28 iulie 1981, Pitești, România) este critic de modă și personalitate de televiziune din România. A fost căsătorită cu designerul de pantofi Mihai Albu. Iulia se ocupă cu moda în România, cu activitate publicistică bogată pentru reviste precum Ideal Mariaj, The Grand și OK Magazine.

## Biografie
Iulia Voichița este absolventă a secției „Modă” din cadrul UNARTE și a Facultății de Drept a Universității din București, dar a renunțat la profesia de avocat pentru a urma o carieră în industria modei.
Începând cu iunie 2010, Iulia a fost ambasadoarea Rafael & Sons, cel mai mare importator de diamante în România, pentru ca în 2013 să devină Brand Ambassador pentru FILOFAX, un brand de organisere de lux. Iulia se remarcă prin aparițiile extravagante și comentariile tăioase cu privire la vestimentația unor vedete autohtone. În 2013 a apărut cu o găina neagra ca animal de companie.
Din 2016 până în 2018 a fost jurată în cadrul emisiunii Bravo, ai stil!
Iulia s-a lansat și în afaceri, creând bijuterii, rochii de mireasă și rochii de seară.

## Viață personală
Iulia a fost căsătorită opt ani cu designerul de încălțăminte Mihai Albu, împreună cu care are un copil, Mikaela. Iulia l-a întâlnit pe Mihai la o petrecere mondenă, în perioada în care era studentă în anul 3 la Facultatea de Drept din cadrul Universității din București. Iulia are o soră mai mică, Karin.